# Escut de la capella de Sant Gaietà
L'Escut de la capella de Sant Gaietà és una obra de Castellterçol (Moianès) declarada bé cultural d'interès nacional.

## Descripció
L'escut està situat em una llinda encastada en el mur de migdia de la capella. Al voltant té una inscripció en llatí que fa referència a la indústria del gel: "Fred, gel, glaç i neu beneïu el Senyor". En l'escut es representa una ala de la família Sala.

## Història
Aquesta llosa procedeix probablement d'un pou de glaç, fet al segle xvii, situat cap a l'anomenada font de la Vinyota. La seva presencia denota la gran importància que el comerç del glaç tenia en aquells moments. Possiblement va ser afegida a la capella l'any 1883, data de la seva restauració.